# Ramón Margareto
Ramón Margareto Amigo (Medina de Rioseco, Valladolid, 15 de mayo de 1962-Palencia, 18 de mayo de 2025) fue un director de cine, pintor y guionista español, ganador del Premio Goya al mejor cortometraje documental en 2011.

## Biografía
Nació en Medina de Rioseco (Valladolid) y a los 14 años se trasladó a vivir a Palencia, donde cursó estudios de Bachillerato. En la ciudad de Palencia pintó durante varios años los enormes carteles publicitarios del emblemático Cine Ortega. Comenzó los estudios de Derecho en la Universidad de Valladolid para trasladarse, a los 20 años, a Madrid, para continuar los estudios en la Universidad Autónoma de Madrid. En esa ciudad completó su formación en artes plásticas (L’Atelier y El Taller de la Salamandra), danza (con Carl Paris) y cinematografía (TAI y CEV). Es diplomado en Cinematografía por la Universidad de Valladolid.
Trabajó como jefe de prensa de varias distribuidoras cinematográficas (Vhero Films, U. Films, New World International y Flins & Pinículas). Trabajó como redactor jefe y enviado especial de la revista Interfilms (1997-2010). Ha dirigido la Muestra de Cine Internacional de Palencia, la Semana de Cine Español en Carabanchel y el Festival Internacional de Cortometrajes de Aguilar de Campoo.
Falleció el 18 de mayo de 2025 a los 63 años.

### Obra pictórica
Autodenominó su estilo pictórico como geopop art (abstracción geométrica y pop art). Realizó varias exposiciones en galerías de Madrid, Alicante y Palencia.

### Obra escrita
Entre otros, escribió ensayos sobre Brian De Palma en Ceyac Ediciones; 25 años de cine español en Carabanchel, editado por el Ayuntamiento de Madrid; La agenda de los Óscar, en Ediciones Tempo; y Memorias de un festival de cine. Alicante, 10 años, en Futura Ediciones.

### Filmografía
Dirigió un largometraje documental, Salamandras y salamandros; dos mediometrajes documentales, La silla eléctrica y Festival; cinco cortometrajes de ficción, Amor digital, Supermoco,Viaje interior, La amenaza del coloso y Las primeras veces (adaptado de la novela de Jordi Mollà)—; varios anuncios publicitarios; y tres cortometrajes documentales, Clarísimas, Dolorosa y Memorias de un cine de provincias, que obtuvo el Premio Goya 2011 al mejor cortometraje documental.
El largometraje de ficción Bollywood made in Spain, dirigido por Margareto y de producción española, fue galardonado con la mención especial del jurado en el Indian International Cine Film Festival de Bombay (India) en 2016. Rodado en la Ciudad de la Luz (Alicante) y Palencia, se estrenó en la Semana Internacional de Cine de Valladolid (Seminci) de 2016.

## Premios
- 2005: Premio Roel de Plata en el Festival de Cine de Medina del Campo por el cortometraje Clarísimas.
- 2011: Premio Goya al mejor cortometraje documental por el cortometraje Memorias de un cine de provincias.[2]
- 2016: mención especial del jurado en el Indian International Cine Film Festival de Bombay por el largometraje Bollywood made in Spain.
- 2022: Águila de Oro especial en el Aguilar Film Festival de Aguilar de Campoo.
- 2024: Premio Cervaria en el Festival de Cine Rural y Montaña de Cervera de Pisuerga.